# فيرار
فيرار (بالإنجليزية: Virar) هي مدينة ساحلية في منطقة بالغار، ماهاراشترا. الثلث الشمالي من مدينة فاساي فيرار، ويقع تحت إدارة وسيطرة مؤسسة بلدية فاساي فيرار. تقع في الجزء الجنوبي من منطقة بالغار، وشمالًا إلى مدينة مومباي. تُعد جزءًا من منطقة بالغار نظرًا إلى أن بالغار هي الجزء الخارجي من الجانب الشمالي من منطقة مومباي الحضرية وتقع تحت سلطة الشرطة في ميرا باياندر، مفوض شرطة فاساي فيرار.

## الطبيعة الجغرافية
تقع فيرار على الساحل الغربي لولاية ماهاراشترا، شمال مومباي، وتتمتع بمناخ دافئ ورطب طوال العام. يتراوح متوسط درجة الحرارة السنوية في المدينة بين 26.5 إلى 27.0 °م (79.7 إلى 80.6 °ف). يوليو هو الشهر الأكثر رطوبة بينما يناير هو الأكثر جفافا. 

## التركيبة السكانية
وفقًا لتعداد الهند الصادر عام 2011، يبلغ عدد سكان فيرار 1,221,233 نسمة، حيث بلغ عدد الذكور 649,535 نسمة بينما كان عدد الإناث 571,698 نسمة. يبلغ متوسط معدل معرفة القراءة والكتابة في فيرار 91.95%، وهو أعلى من المعدل الوطني البالغ 59.5%؛ معدل معرفة القراءة والكتابة بين الذكور هو 81%.

## الروابط الخارجية
- https://vvcmc.in/en/